# サッカーパキスタン代表
サッカーパキスタン代表（サッカーパキスタンだいひょう、ウルドゥー語:پاکستان قومی فٹ بال ٹیم）は、パキスタンサッカー連盟（PFF）によって編成されるパキスタンのサッカーのナショナルチームである。ホームスタジアムはラホールにあるパンジャーブ・スタジアム。
南アジアサッカー連盟所属。

## FIFAワールドカップの成績
- 1930 - 不参加
- 1934 - 不参加
- 1938 - 不参加
- 1950 - 不参加
- 1954 - 不参加
- 1958 - 不参加
- 1962 - 不参加
- 1966 - 不参加
- 1970 - 不参加
- 1974 - 不参加
- 1978 - 不参加
- 1982 - 不参加
- 1986 - 不参加
- 1990 - 予選敗退
- 1994 - 予選敗退
- 1998 - 予選敗退
- 2002 - 予選敗退
- 2006 - 予選敗退
- 2010 - 予選敗退
- 2014 - 予選敗退
- 2018 - 予選敗退
- 2022 - 予選敗退

## AFCアジアカップの成績
- 1956 - 棄権
- 1960 - 予選敗退
- 1964 - 不参加
- 1968 - 予選敗退
- 1972 - 予選敗退
- 1976 - 棄権
- 1980 - 不参加
- 1984 - 予選敗退
- 1988 - 予選敗退
- 1992 - 予選敗退
- 1996 - 予選敗退
- 2000 - 予選敗退
- 2004 - 予選敗退
- 2007 - 予選敗退
- 2011 - 不参加
- 2015 - 予選敗退
- 2019 - 予選敗退
- 2023 - 予選敗退

## AFCチャレンジカップの成績
- 2006年 - グループリーグ敗退
- 2008年 - 予選敗退
- 2010年 - 予選敗退
- 2012年 - 予選敗退
- 2014年 - 予選敗退

## AFCソリダリティーカップ
- 2016年 - 不参加

## 南アジアサッカー選手権の成績
| 開催年 | 結果                 |
| ------ | -------------------- |
| 1993   | 4位                  |
| 1995   | グループステージ敗退 |
| 1997   | 3位                  |
| 1999   | グループステージ敗退 |
| 2003   | 4位                  |
| 2005   | 準決勝敗退           |
| 2008   | グループステージ敗退 |
| 2009   | グループステージ敗退 |
| 2011   | グループステージ敗退 |
| 2013   | グループステージ敗退 |
| 2015   | 不参加               |

## ECOカップの成績
| 開催年 | 結果                 |
| ------ | -------------------- |
| 1965   | 3位                  |
| 1967   | 3位                  |
| 1969   | 3位                  |
| 1970   | 3位                  |
| 1974   | 3位                  |
| 1993   | グループステージ敗退 |

## ムルデカカップの成績
| 開催年 | 結果                 |
| ------ | -------------------- |
| 1960   | 4位                  |
| 1962   | 準優勝               |
| 1984   | グループステージ敗退 |

## 歴代選手

### GK
- レーマン・アリー
- アフサンウラー・アハメド
- ハッサン・アリ
- ユースフ・バット
- サキブ・ハニフ

### DF
- ムハマド・アハメド
- ムハマド・ビラール
- アフサンウラー・カーン
- モフシン・アリー
- ムハンマド・サッダーム
- アブドゥル・レーマン
- アブドゥラー・イクバル
- ハシーブ・カン
- マムーン・モッサ・カン
- ワカール・イティシャム
- モハンマド・ハザーム
- オメール・ヤオ

### MF
- マフムード・カーン
- サッダーム・フセイン
- サードウラー・カーン
- アリ・ユザイル
- タキール・ウル・ハッサン
- アリ・ザファル
- ラヒス・ナビ
- ウマイル・アリ
- アマルギル・ガジ

### FW
- ムハマド・アリー
- カリームウラー・カーン
- ハッサン・バシール
- マンスール・カーン
- オティス・カン
- シャイェク・ドスト
- ファリード・ウラー
- イムラン・カヤニ
- アディール・ユナス
- モイン・アハメド
- マッキール・アブドゥラー